# 凱樂符號

凱樂符號是個由Ρ（Rho）和Χ（Chi）兩個希臘字母所組成的符號

凱樂符號（Chi-Rho）是一個早期的基督宗教符號，至今依然由一些基督宗教分支所使用，例如天主教。該符號是由希臘文單字（也就是基督一詞的希臘文寫法）的字首兩字（Chi）和（Rho）所組成的複合符號。也就是說這個記號代表著耶穌基督。現在已知最早將凱樂符號用作指耶穌的是羅馬皇帝君士坦丁，他宣稱自夢中獲得耶穌啟示使用該符號，並將之用在他的軍旗上，也就是所謂的拉布蘭旗。
此外由於組成該記號的與恰巧与拉丁文的和平「PAX」的首字與尾字形状近似，因此有時這個記號也被稱作PAX符號或PAX十字。 因此雖然這個記號一開始是在戰爭中使用，但是卻也延伸出對和平的主張。
凱樂符號字元在Unicode中有兩個編碼：U+2627 ☧ CHI RHO 其他符號方塊和 U+2CE9 ⳩ COPTIC SYMBOL KHI RO 科普特字母区块.

## 君士坦丁大帝的使用

拉布蘭旗示意圖

據一個曾經受君士坦丁雇為其子克里斯之家庭教師而得以擺脫貧困的羅馬史學家拉克坦提烏斯的記錄，君士坦丁在夢中聽到一個聲音要求他將一個神聖記號畫在其士兵的盾牌。在拉克坦提烏斯的記述中，該符號到底是什麼並不是十分清楚，只能確定是個和基督教有關的符號。然而拉克坦提烏斯記載說君士坦丁照作後就從米爾維安大橋戰役中打贏了馬克森提烏斯獲取了勝利。
另外在希臘學者該撒利亞的優西比烏的著作《君士坦丁的一生》中，君士坦丁則是在太陽中看到凱樂符號且聽到一個聲音說 ，在拉丁語就是—「你必以此而勝」。同樣的優西比烏也記下君士坦丁在使用此符號後就因此獲得了勝利。優西比烏宣稱這個事件是君士坦丁在晚年時親口告訴他 的。而在優西比烏較早期的另一著作《教會史》中就沒提到這個事件。
此外優西比烏也提到了拉布蘭旗的誕生，在君士坦丁後來對抗他另一位政敵李錫尼的戰爭中開始使用這種上有凱樂符號的軍旗。

## 後來的使用

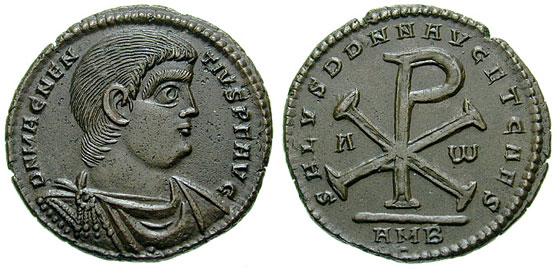
马格嫩提乌斯在位時的硬幣，於其背後有著一個凱樂符號並搭配著另一個基督教符號阿耳法和敖默加的記號。

由於凱樂符號在君士坦丁的改宗及羅馬的基督教化中的關鍵地位，該符號成為一個很有意義的象徵，從當初曾經拘留耶穌的羅馬士兵開始追隨上有代表耶穌記號的旗幟這點取出了基督的勝利這個意涵。而在君士坦丁之後，該記號也承為了羅馬帝國的官方徽記之一，像是該記號出現在羅馬軍隊的頭盔上，或是出現在羅馬帝國的硬幣上。
該符號在現代也被大量應用在天主教的宗教建築物、服裝和藝術品上。

## 画廊

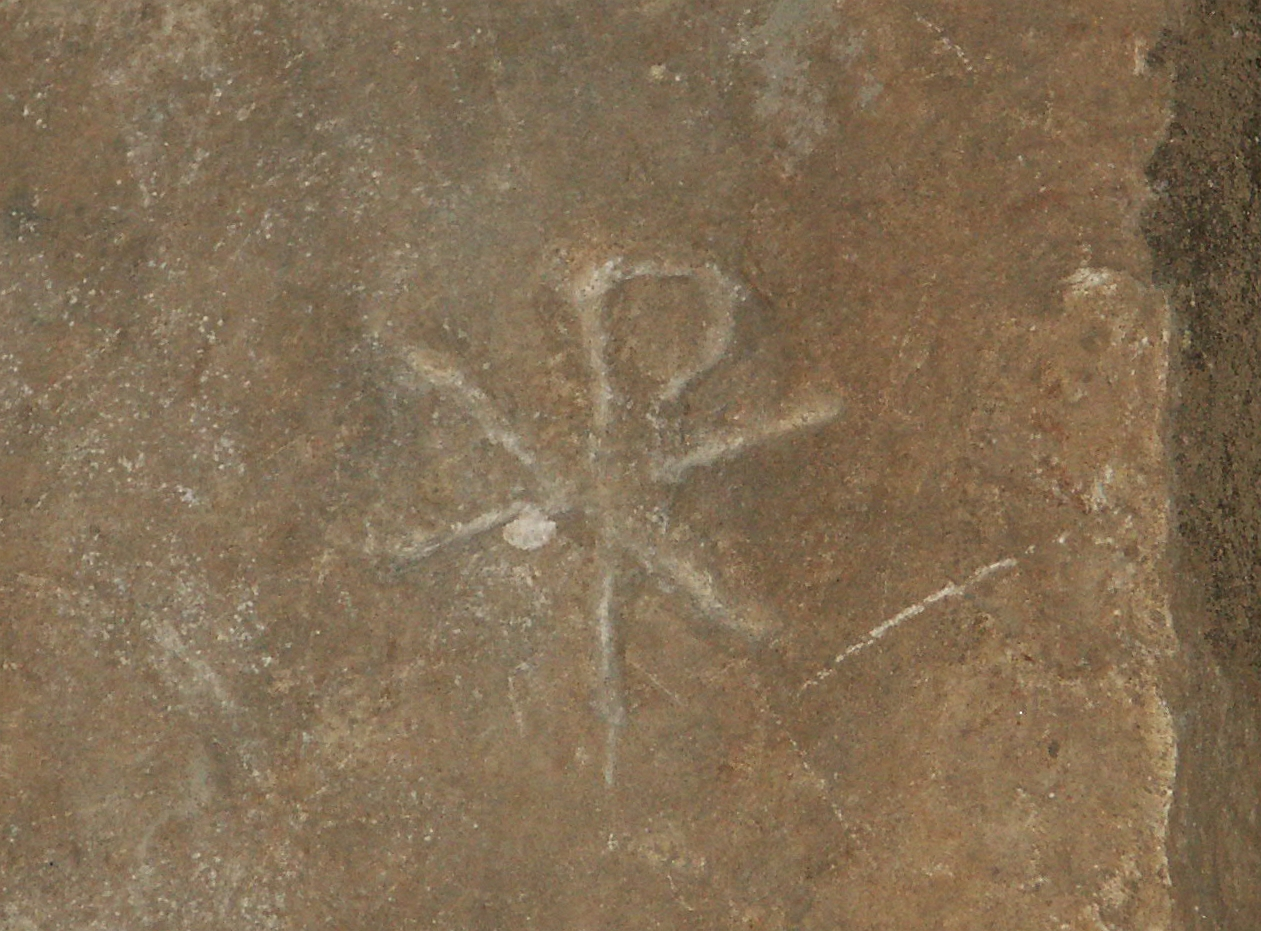
硕大的☧凯乐符号在加理多三世罗马的地下墓穴中
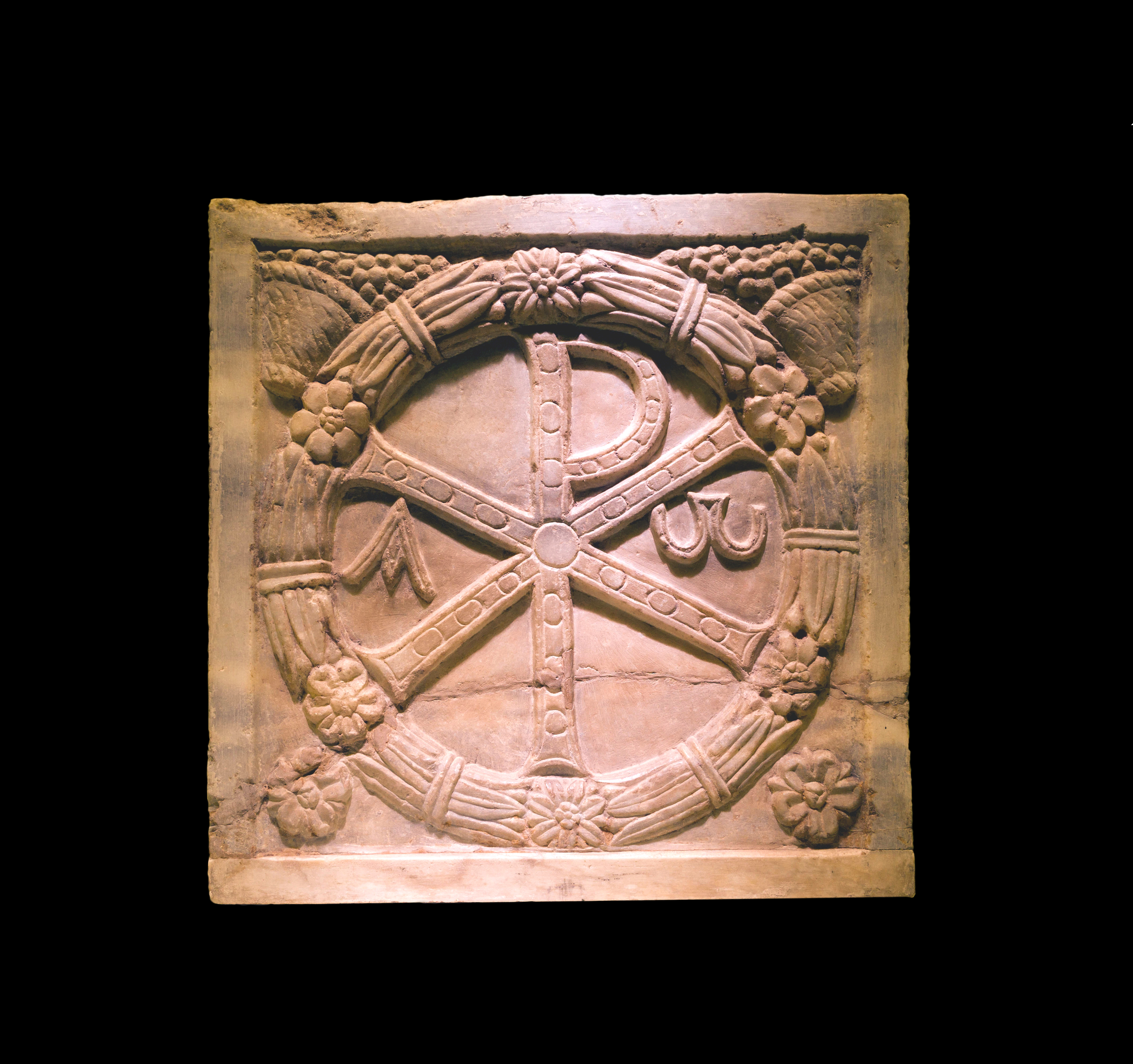
凯乐符号在4世纪大理石石棺的匾牌上，意大利梵蒂冈博物馆
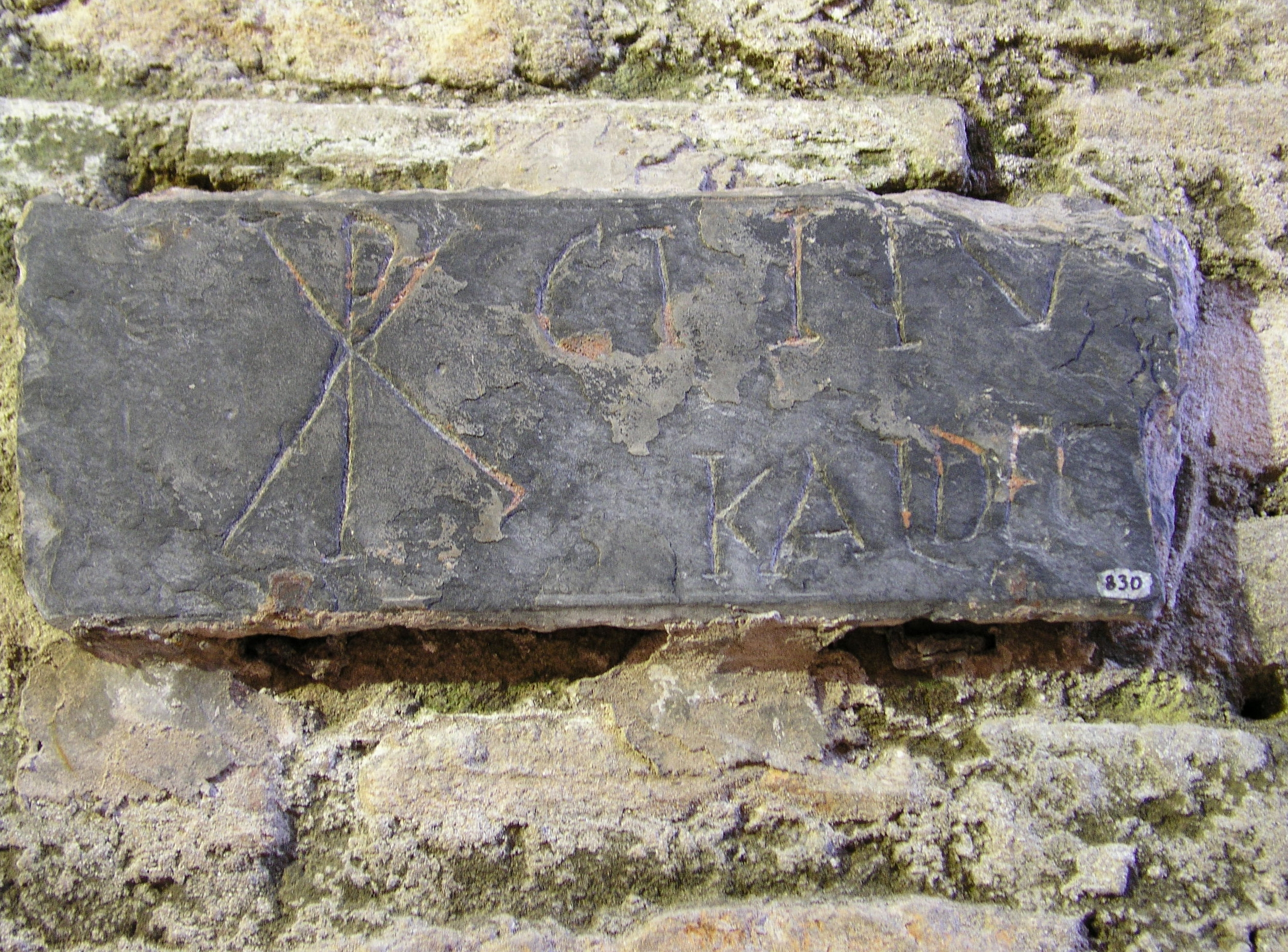
凯乐符号☧，弗拉维娅·多米蒂娜的石棺,罗马
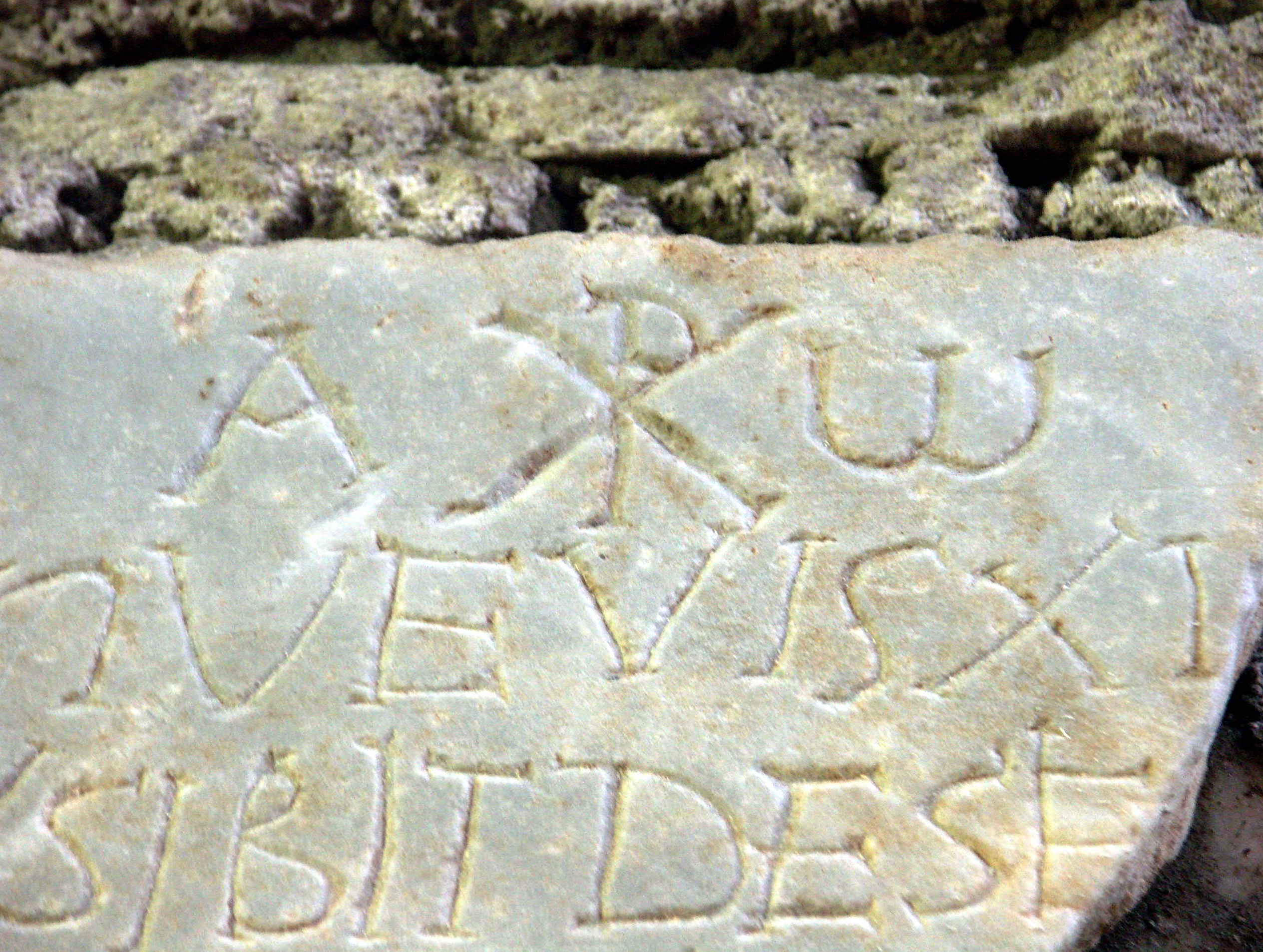
凯乐符号☧ 和 阿耳法和敖默加, 弗拉维娅·多米蒂娜的石棺，罗马
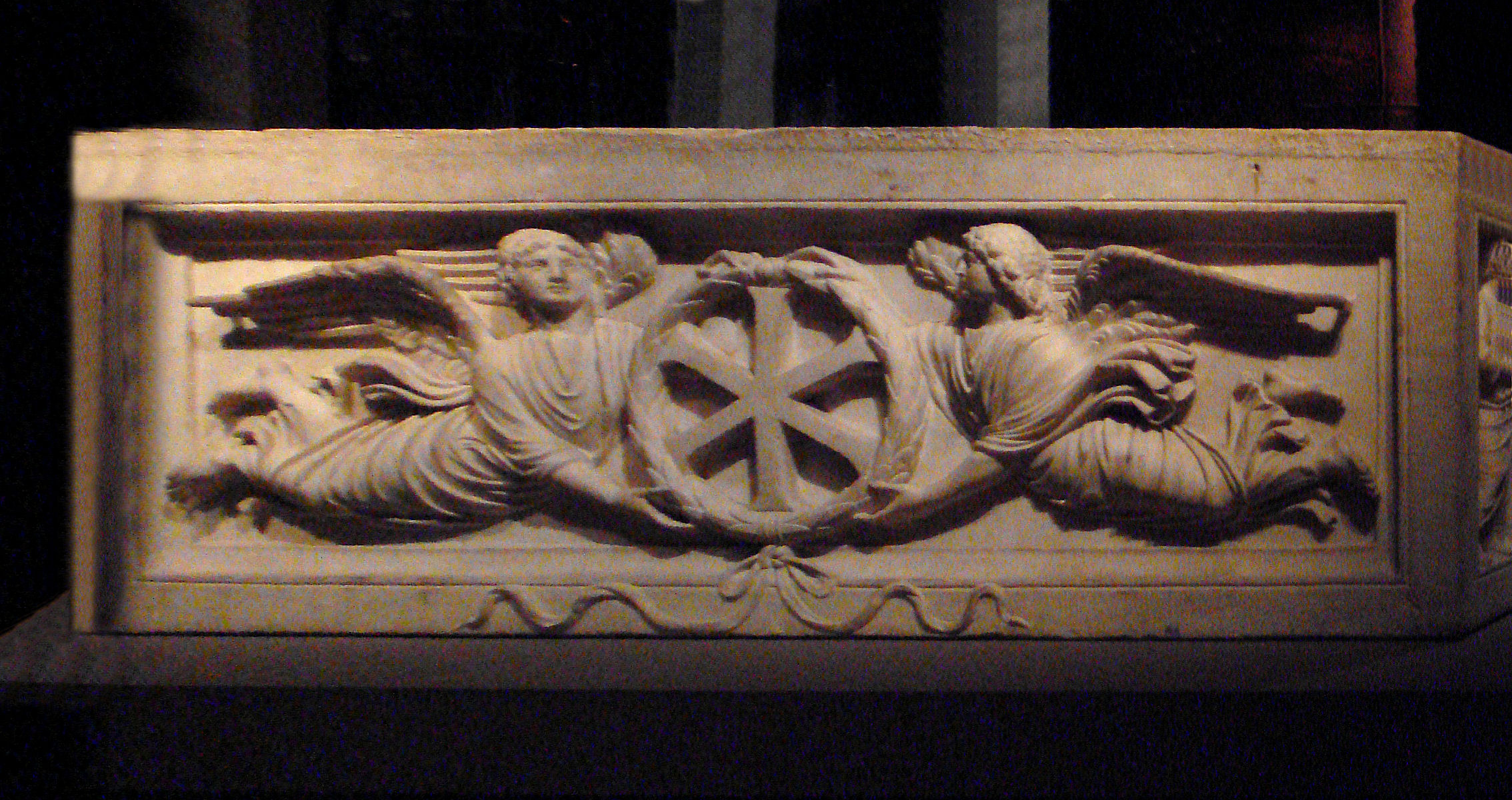
君士坦丁大帝的基督教石棺基督符号，circa 400
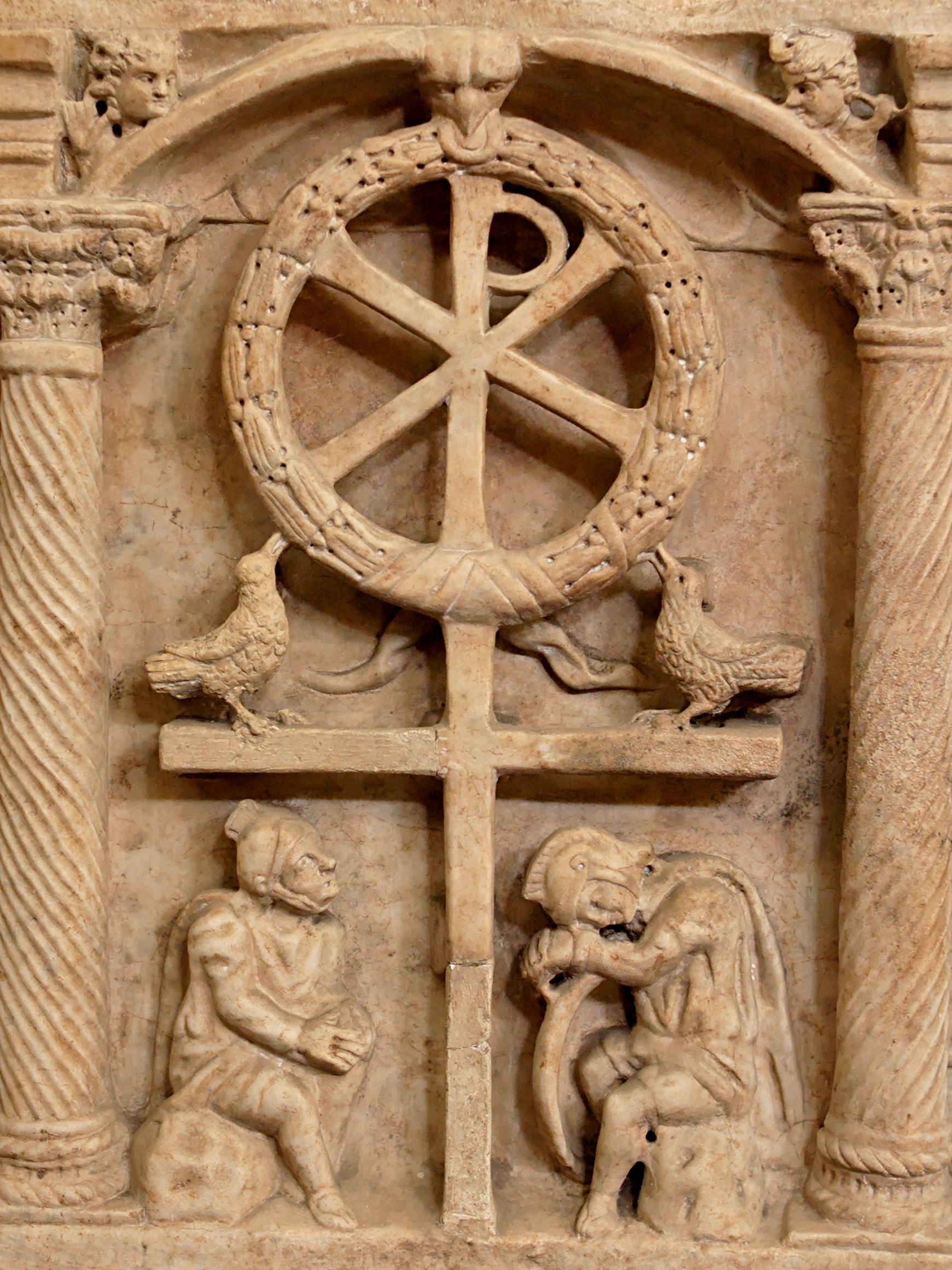
凯乐符号和一个花圈，象征着基督在复活中战胜了死亡；下方是罗马士兵。circa 350
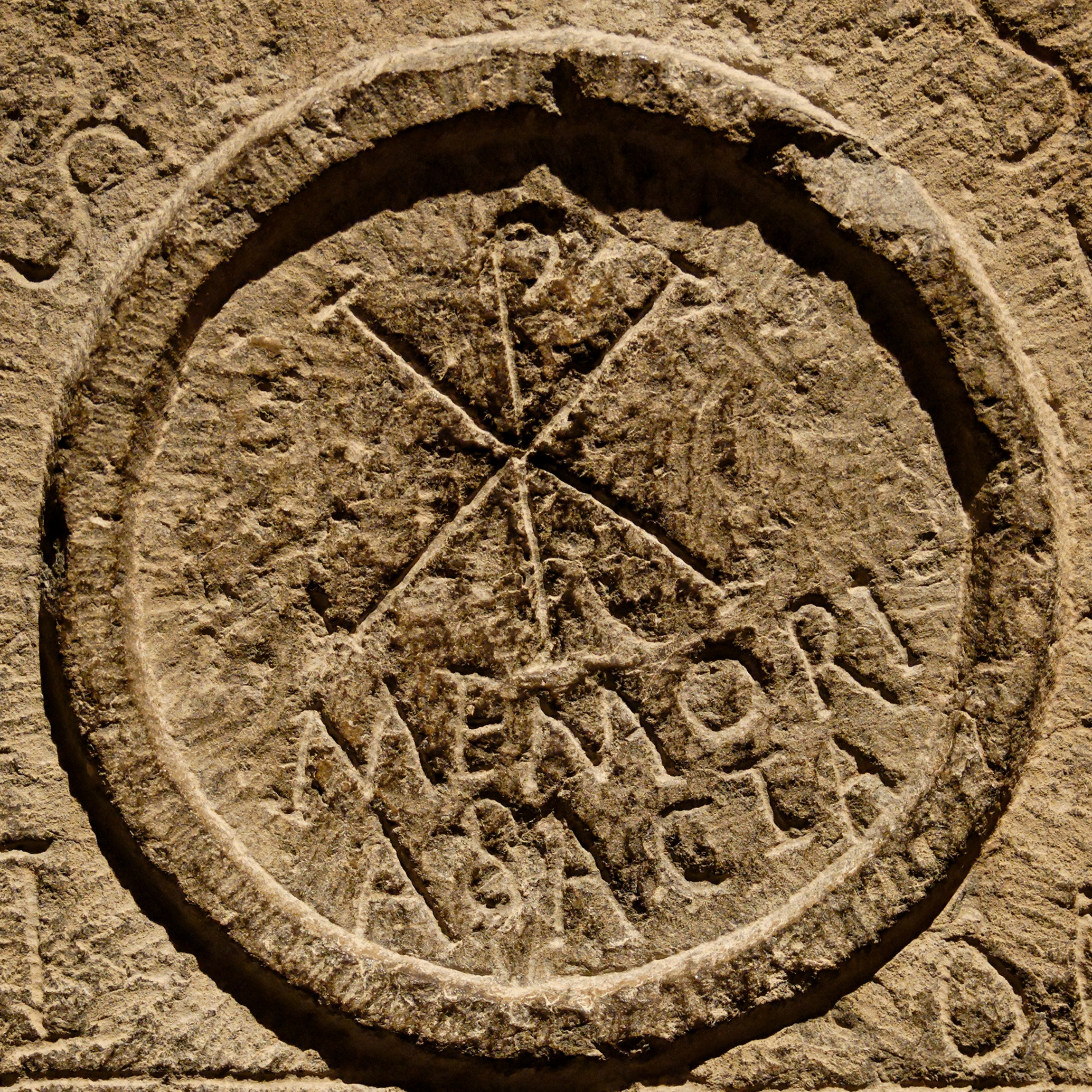
一个4世纪天主教祭坛上的凯乐符号，阿尔及利亚的倭马·阿尔·阿马德（Khirbet Um El’Amad）
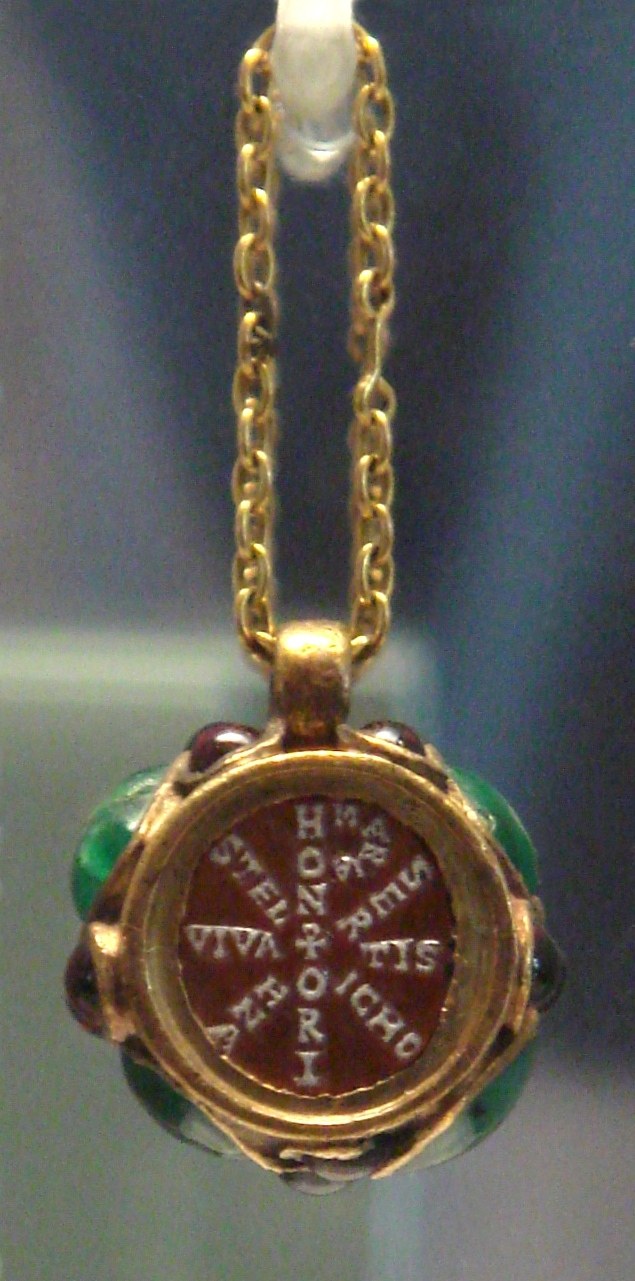
基督徒的挂坠，原属西罗马帝国的玛丽亚女皇(398–407)，弗拉维乌斯·奥古斯都·霍诺留 (r. 395–423)之妻。文字中带有凯乐符号，现藏卢浮宫
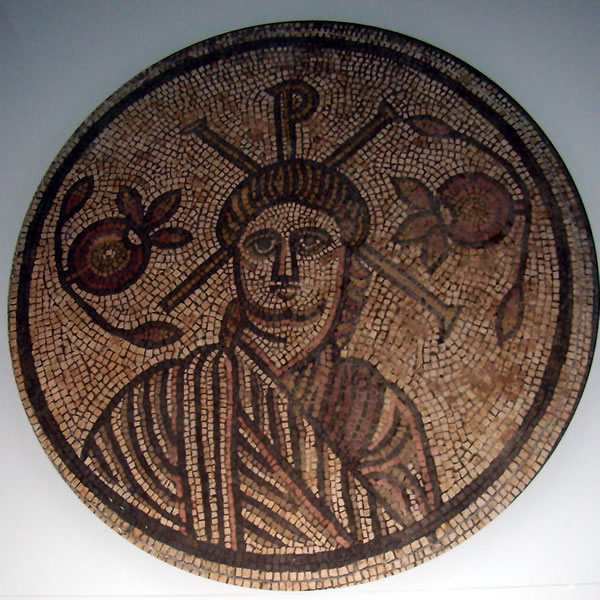
罗马基督徒带凯乐符号的镶嵌画，英国辛顿·圣玛丽镇
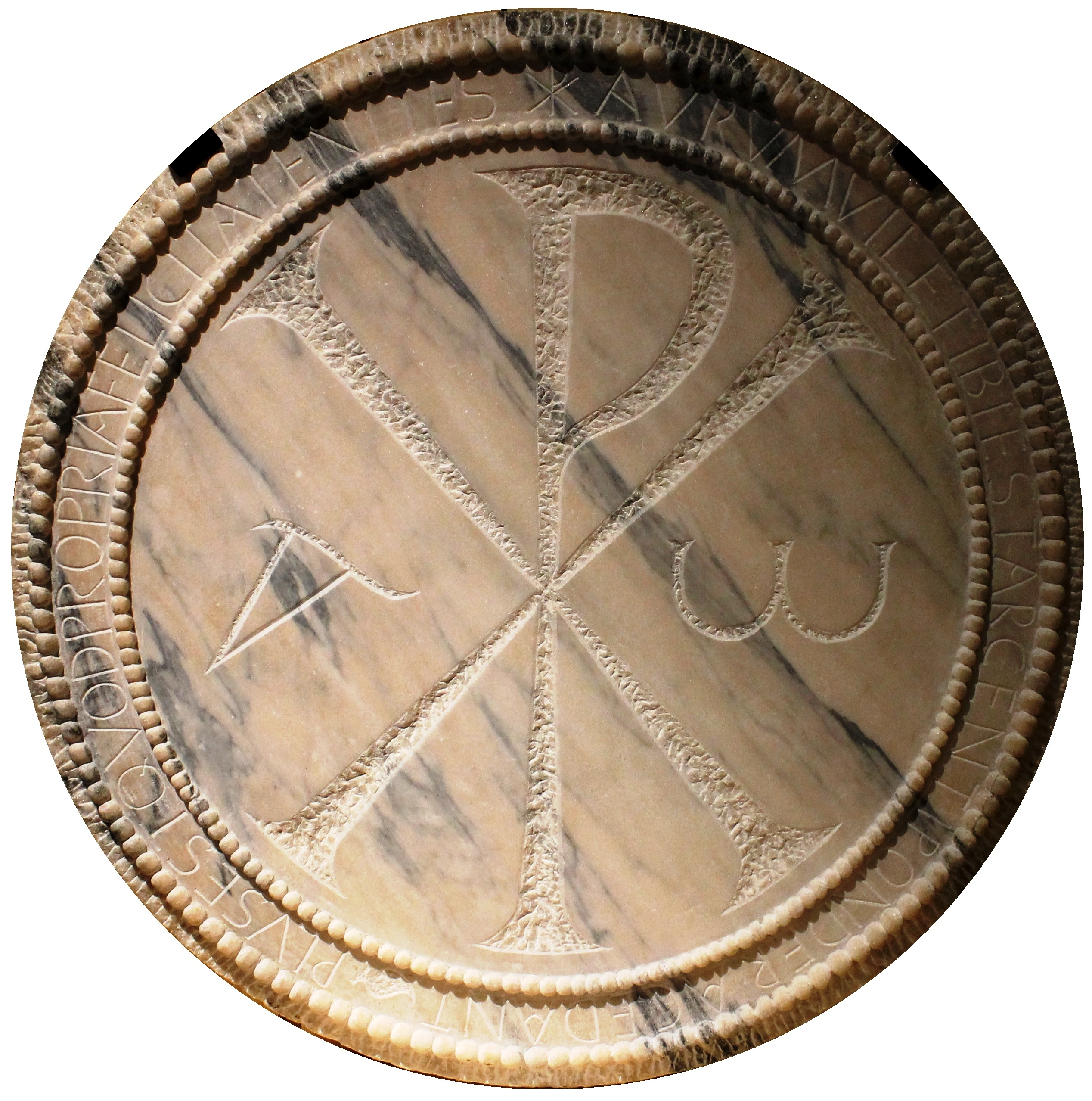
基督徒5世纪在大理石石板上的凯乐符号，西班牙基罗加，加莱西亚
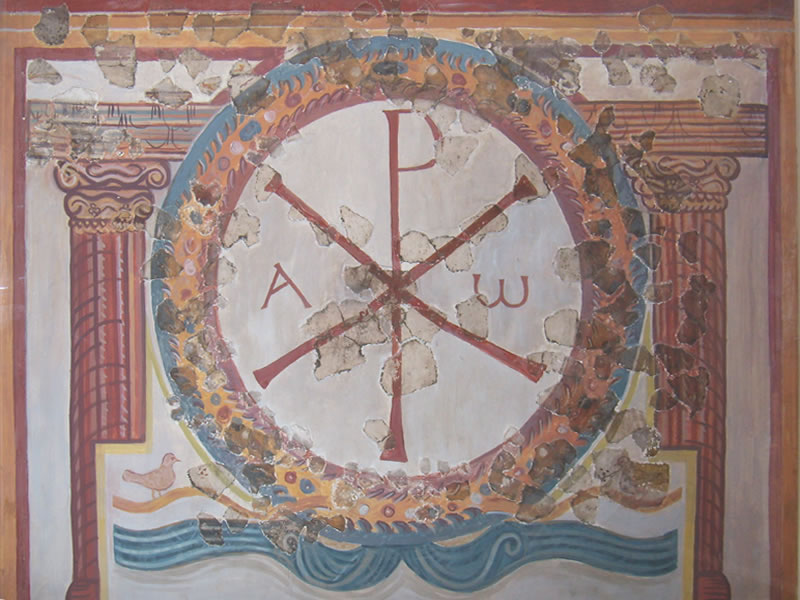
重塑品，一个罗马庄园内的湿壁画。在卢林斯通的罗马庄园内，还包括阿耳法和敖默加的符号
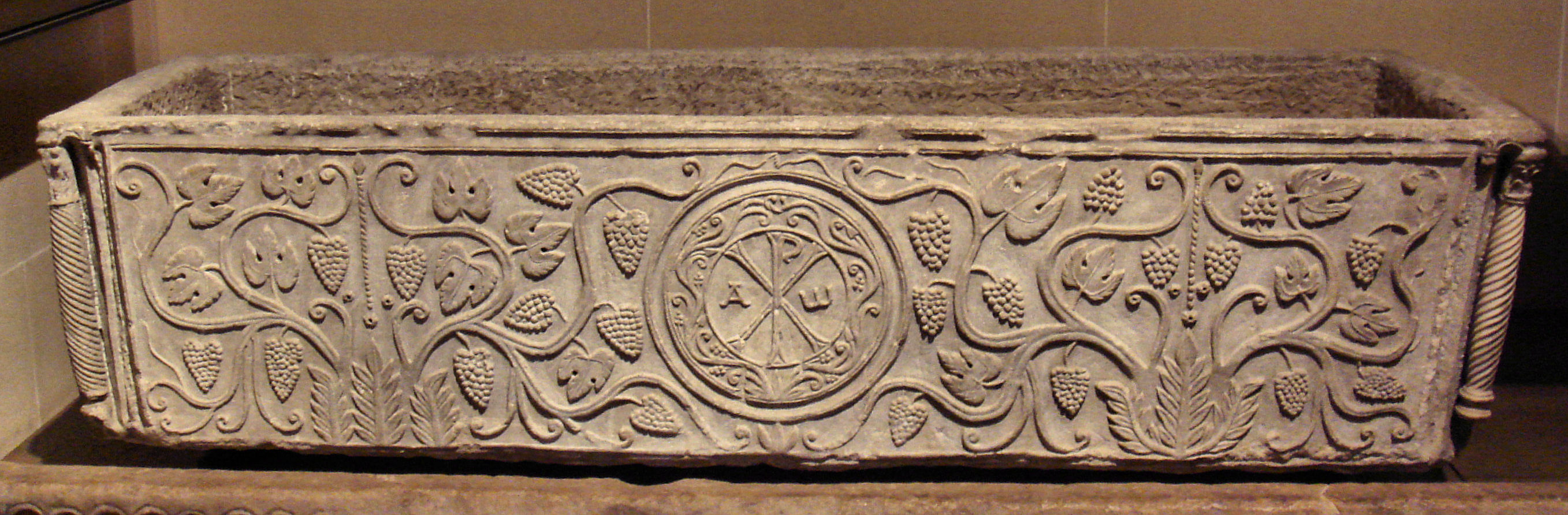
6世纪带凯乐符号和阿耳法和敖默加的石棺，法国苏瓦松
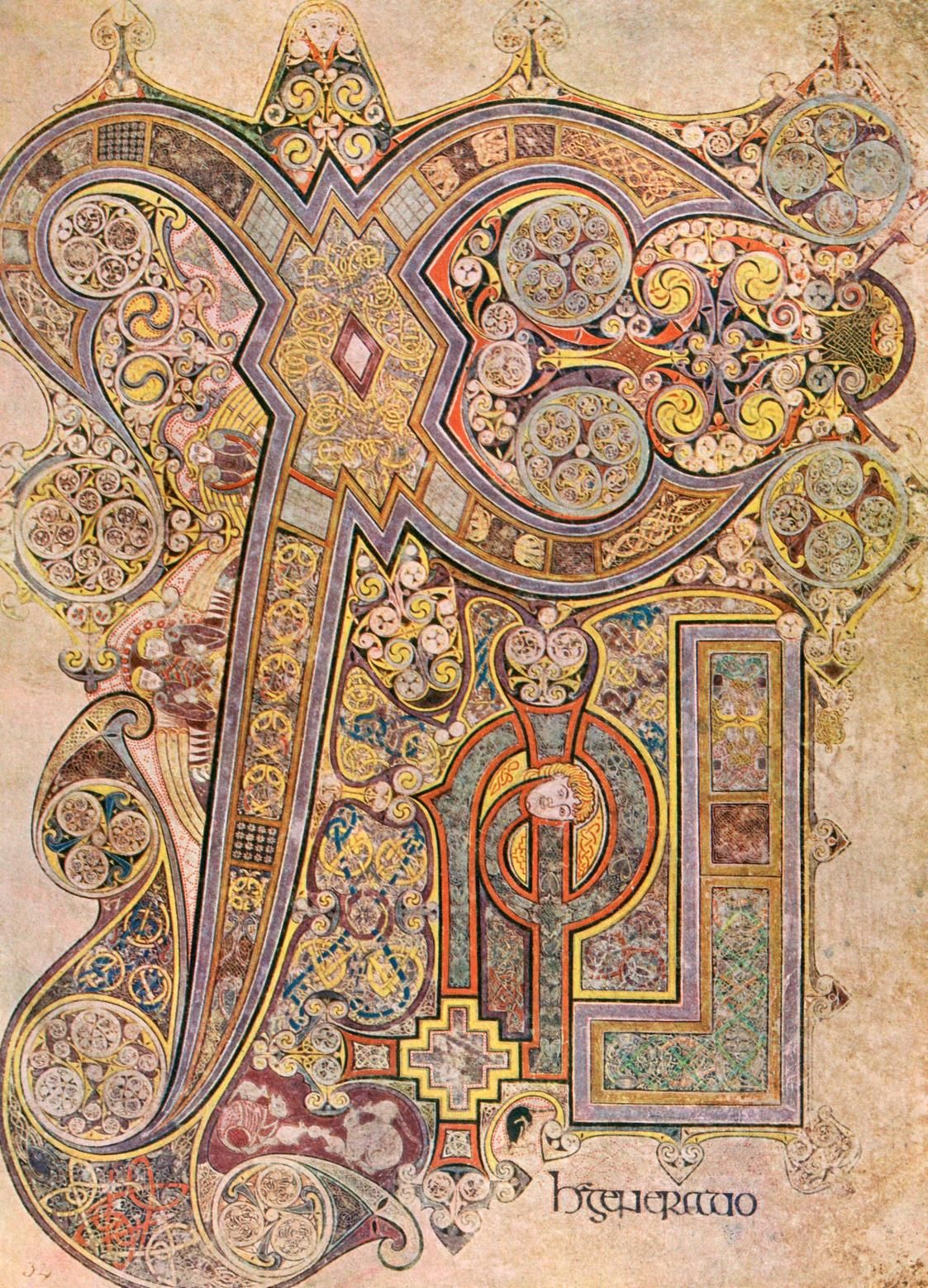
第34右页凯尔经对开本，一页带凯乐符号表示Christ，首2字母夸大
在加洛林王朝时期艺术戈德斯卡尔克福音书內，基督畫像旁的橫列「XPS」
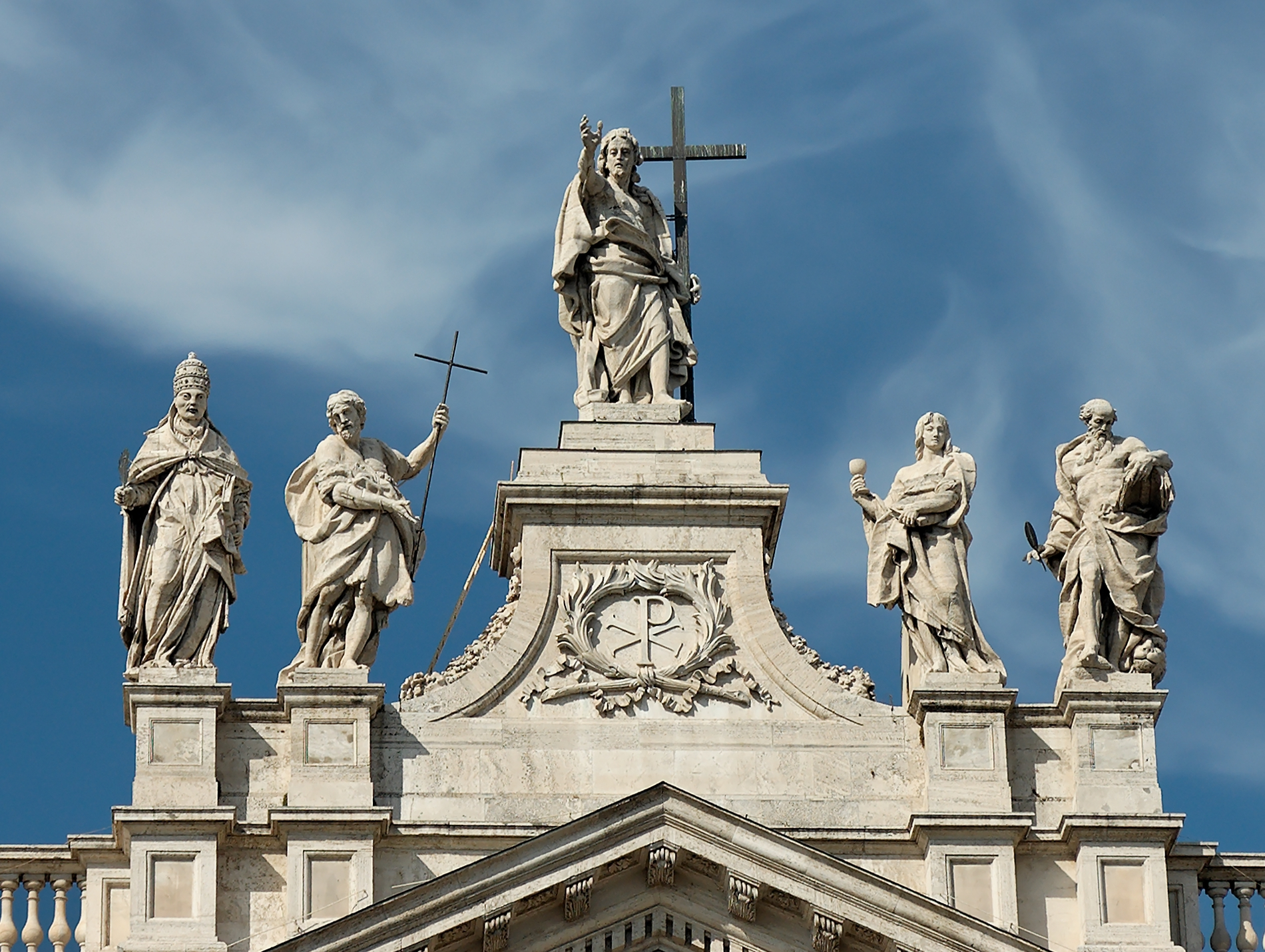
凯乐符号在罗马拉特朗圣若望大殿的殿顶上
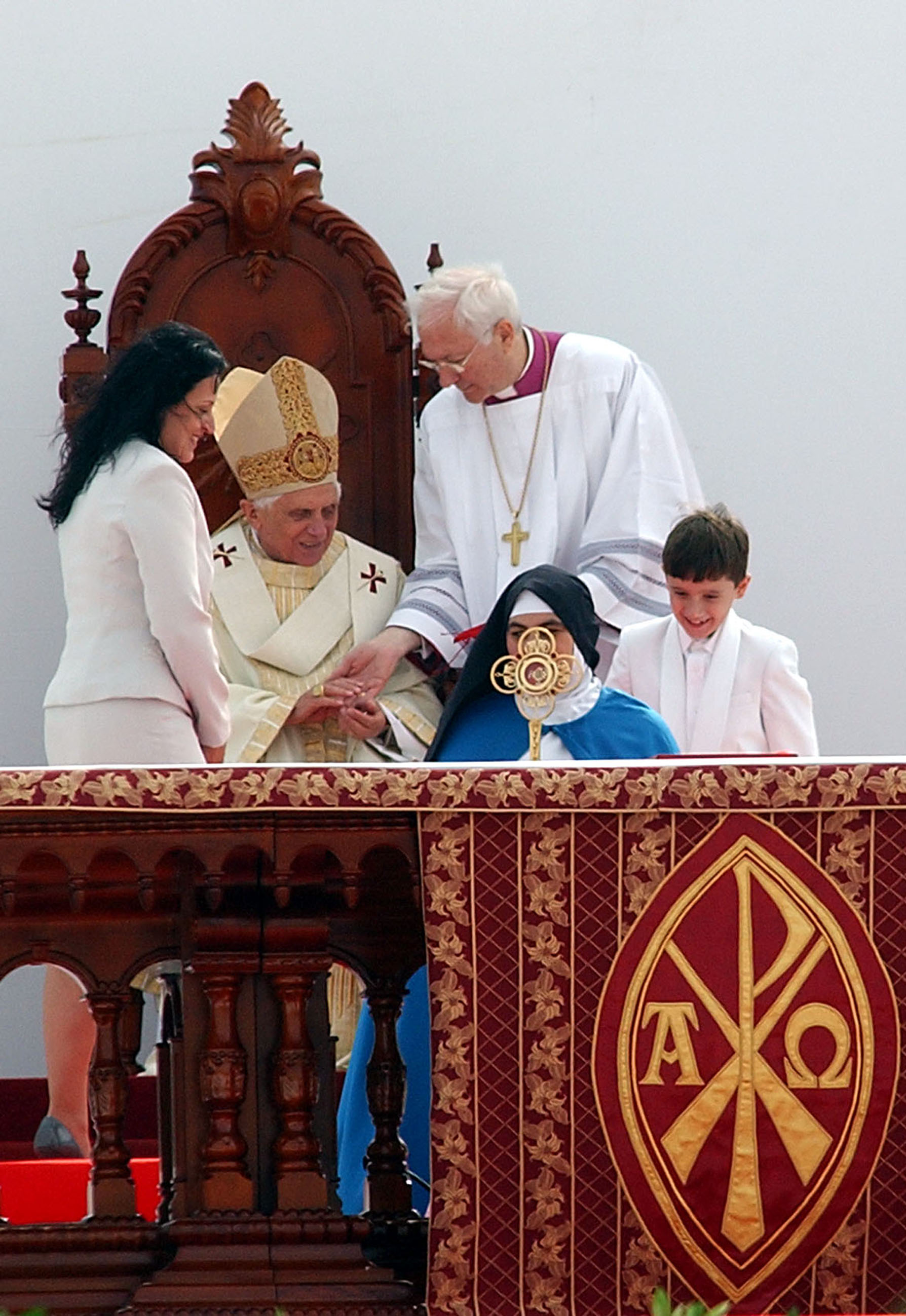
凯乐符号和阿耳法和敖默加在一个现代天主教祭坛上
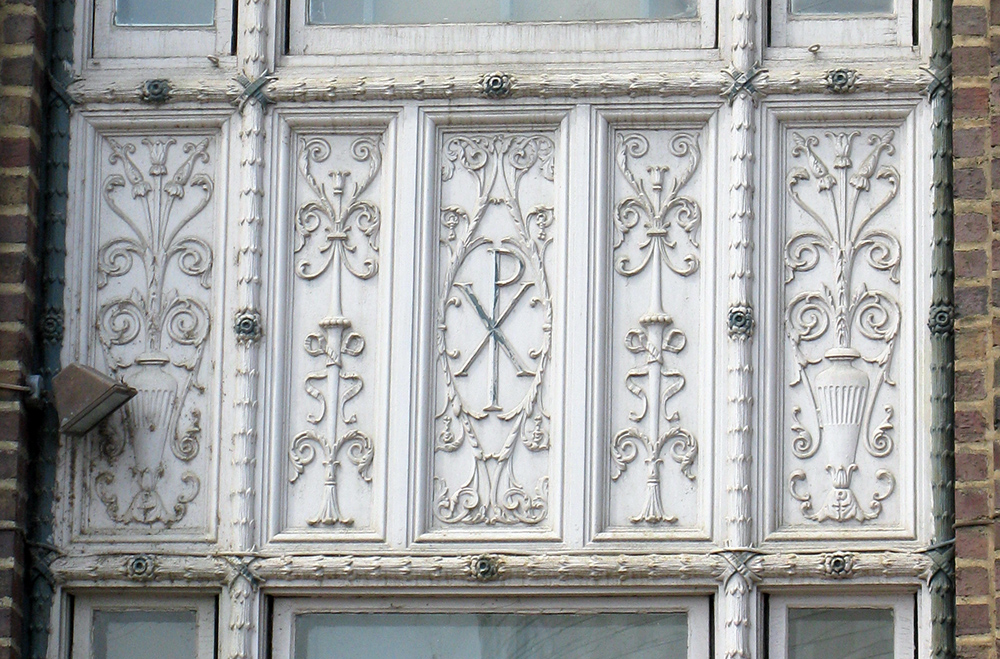
凯乐符号在一座基督教青年会建筑上，辛辛那提越莱茵河区
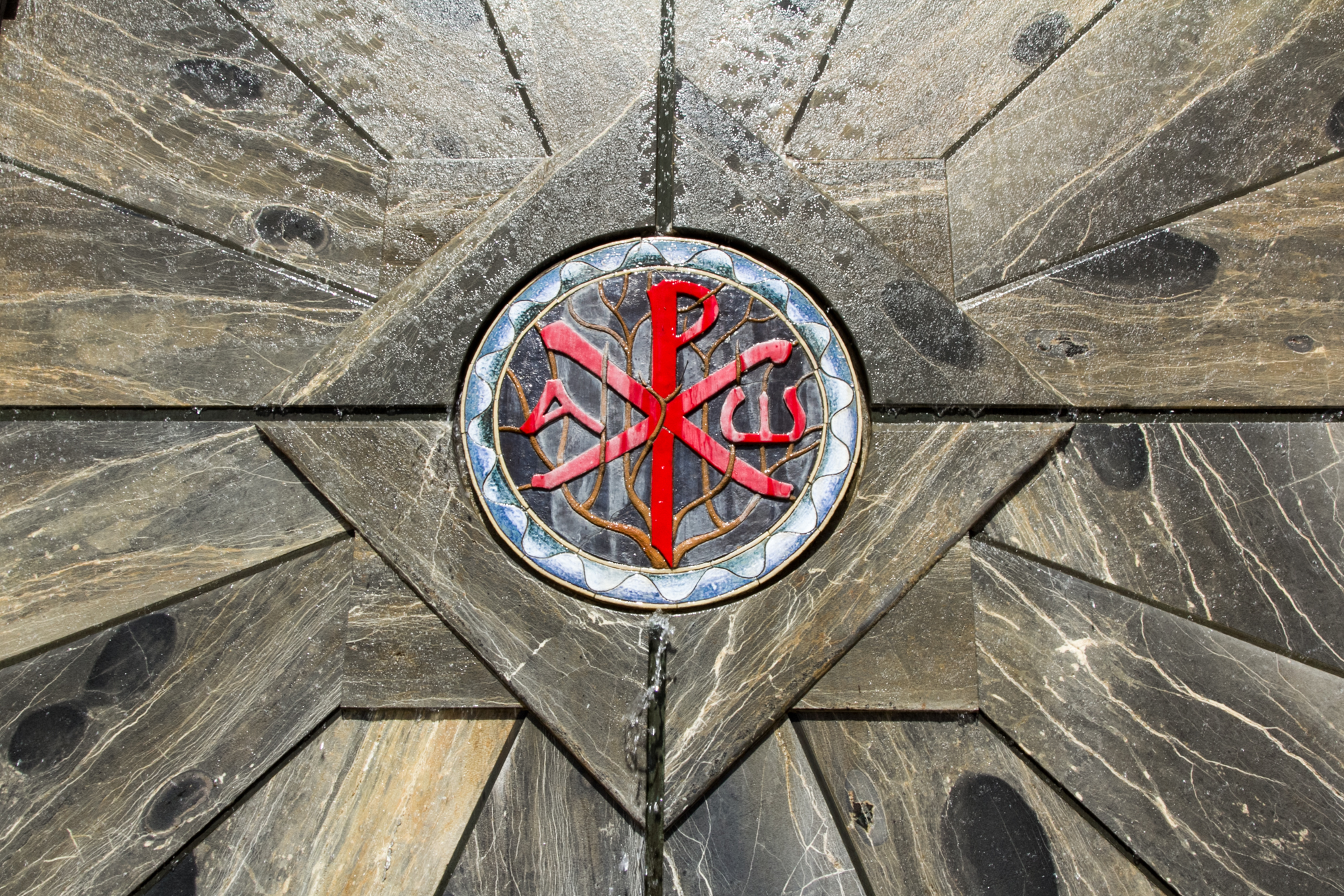
凯乐符号和阿耳法和敖默加在圣母领报堂 (拿撒勒)